# ژیمنوسوفیست

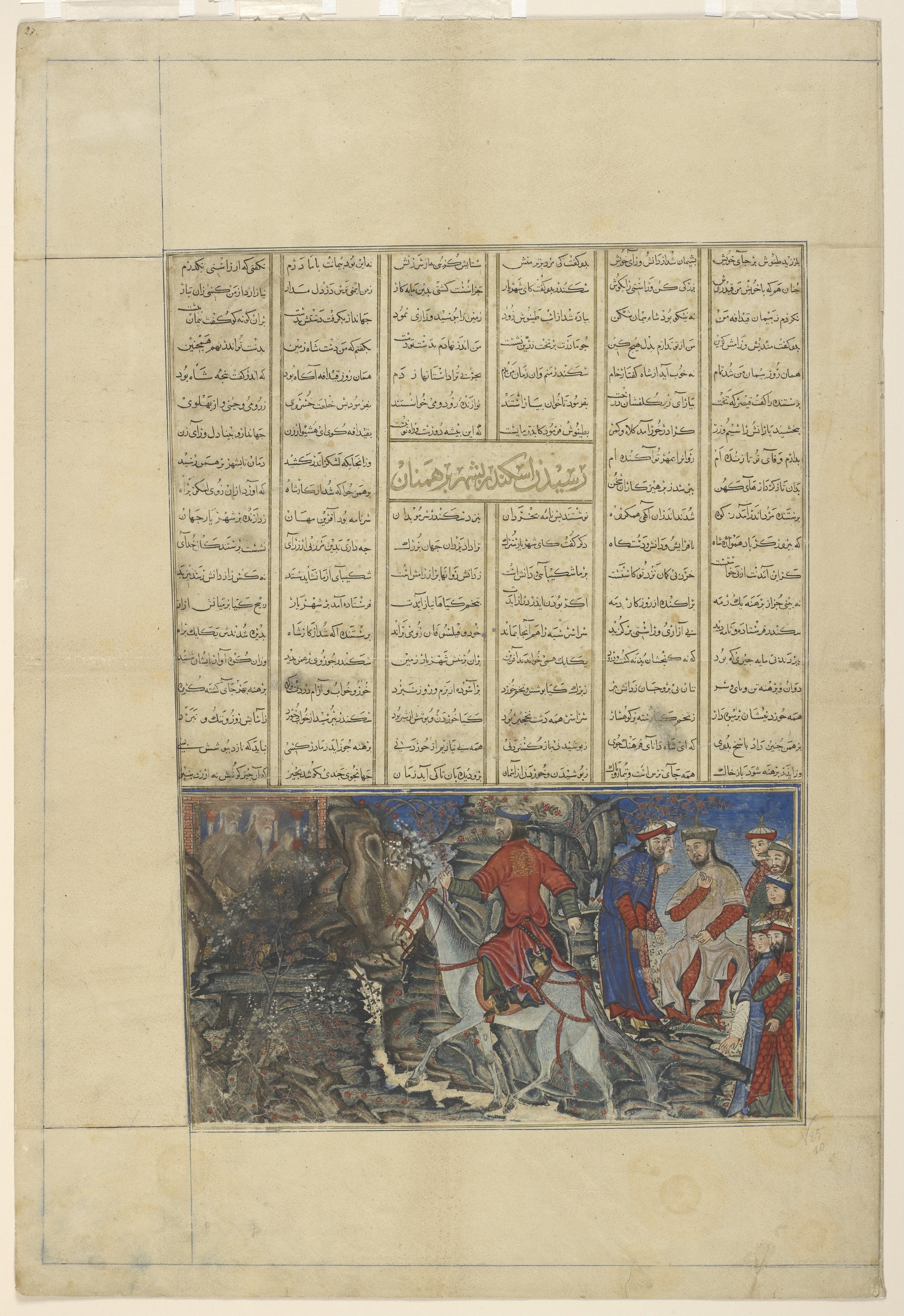
اسکندر با ژیمنوسوفیت دیدار می‌کند. شاهنامه دموت، در حدود ۱۳۳۵. نگارخانه آرتور سکلر

ژیمنوسوفیست (یونانی باستان: γυμνοσοφισταί،gymnosophistaí، به معنی «فیلسوفان برهنه» یا «زاهد عریان» (از کلمه یونانی gymnós، γυμνός، «برهنه» و sophía، σοφία، «زاهد»)) نامی است که یونانیان برای یاد کردن از فیلسوف‌های هندی دوران باستان انتخاب کرده بودند که ریاضت طلبی را تا حدی اتخاذ کرده بودند که غذا و لباس را برای دست یابی به معرفت زیان آور می‌دانستند. توسط چند مؤلف یونانی از این افراد با نام گیاه‌خوار یاد شده‌است. همچنین در مصر علیا ژیمنوسوفیست‌هایی وجود داشته‌اند که  آپولونیوس تیانایی از آنها به ژیمنوسوفیست اتیوپیایی نام برده‌است.